# Lindsaea semilunata
Lindsaea semilunata är en ormbunkeart som först beskrevs av Carl Frederik Albert Christensen, och fick sitt nu gällande namn av Carl Frederik Albert Christensen. Lindsaea semilunata ingår i släktet Lindsaea och familjen Lindsaeaceae. Inga underarter finns listade.